# 吳汝鈞
吳汝鈞（Ng, Yu-Kwan，1946年—），男，廣東南海人，中国哲學家，著作甚豐。吳汝鈞父親為香港著名歷史學家、詩人吳天任。吳汝鈞的主要研究領域為佛教、儒家、道家哲學、京都哲學、現象學、歷程哲學。曾構思其哲學體系「純粹力動現象學」，有論者將其理論與熊十力「體用論」哲學進行比較研究。
吳汝鈞於香港中文大學取得文學學士及碩士學位，後於加拿大麥克馬斯德大學取得哲學博士學位。曾赴日本大阪外國語大學研究日語，赴京都大學研究梵文、西藏文、佛教邏輯，赴德國漢堡大學研究方法論。曾任教於香港中文大學崇基學院、香港能仁書院、香港浸會大學。現為中央研究院中國文哲研究所特聘研究員、國立中央大學中國文學系合聘教授。

## 榮譽
- The President's Award of Qutstanding Performance in Scholarly Work（香港浸會大學，2001年）
- 傑出人才講座（傑出人才發展基金會，2004年－2009年）

## 著作
- 《唯識哲學：關於轉識成智理論問題之研究》（高雄：佛光出版社，1978）
- 《佛學研究方法論》（臺北：臺灣學生書局，1983）
- 《佛教的概念與方法》（臺北：臺灣商務印書館，1988；簡體字修訂版，北京：世界圖書出版公司，2015）
- 《西方哲學析論》（臺北：文津出版社，1992）
- 《遊戲三昧：禪的實踐與終極關懐》（臺北：臺灣學生書局，1993）
- 《印度佛學的現代詮釋》（臺北：文津出版社，1994）
- 《T'Ien-T'Ai Buddhism and Early Madhyamika》（檀香山：夏威夷大學出版社；新德里：Indian Books Center，1995）
- 《京都學派哲學：久松真一》（臺北：文津出版社，1995）
- 《中國佛學的現代詮釋》（臺北：文津出版社，1995）
- 《儒家哲學》（臺北：臺灣商務印書館，1995）
- 《印度佛學研究》（臺北：臺灣學生書局，1995）
- 《佛學研究方法論》（臺北：臺灣學生書局，1996）
- 《金剛經哲學的通俗詮釋》（臺北：臺灣商務印書館，1996）
- 《龍樹中論的哲學解讀》（臺北：臺灣商務印書館，1997）
- 《絕對無的哲學：京都學派哲學導論》（臺北：臺灣商務印書館，1998）
- 《老莊哲學的現代析論》（臺北：文津出版社，1998）
- 《京都學派哲學七講》（臺北：文津出版社，1998）
- 《天台智顗的心靈哲學》（臺北：臺灣商務印書館，1999）
- 《胡塞爾現象學解析》（臺北：臺灣商務印書館，2001）
- 《法華玄義的哲學與綱領》（臺北：文津出版社，2002）
- 《苦痛現象學：我在苦痛中成學》（臺北：臺灣學生書局，2002）
- 《唯識現象學（一）：世親與護法》（臺北：臺灣學生書局，2002）
- 《唯識現象學（二）：安慧》（臺北：臺灣學生書局，2002）
- 《機體與力動：懷德海哲學研究與對話》（臺北：臺灣商務印書館，2004）
- 《純粹力動現象學》（臺北：臺灣商務印書館，2005）
- 《屈辱現象學》（臺北：臺灣學生書局，2008）
- 《純粹力動現象學續篇》（臺北：臺灣商務印書館，2008）
- 《純粹力動現象學六講》（臺北：臺灣學生書局，2008）
- 《當代新儒學的深層反思與對話詮釋》（臺北：臺灣學生書局，2009）
- 《西方哲學的知識論》（臺北：臺灣商務印書館，2009）
- 《禪的存在體驗與對話詮釋》（臺北：臺灣學生書局，2010）
- 《中道佛性詮釋學：天台與中觀》（臺北：臺灣學生書局，2010）
- 《佛教的當代判釋》（臺北：臺灣學生書局，2011）
- 《道家詮釋學與純粹力動現象學》（臺北：臺灣學生書局，2011）
- 《絕對無詮釋學：京都學派的批評性研究》（臺北：臺灣學生書局，2012）
- 《佛教的當代判釋的對話詮釋》（臺北：臺灣學生書局，2013）
- 《宗教世界與世界宗教》（臺北：臺灣學生書局，2013）
- 《空宗與有宗：佛教判教的對話詮釋初續》（臺北：臺灣學生書局，2013）
- 《當代中國哲學的知識論》（臺北：臺大出版中心，2013）
- 與陳森田合著：《中國佛學要義：以人物傳記為線索》（臺北：文津出版社，2013）
- 與陳森田合著：《早期印度佛教的知識論》（臺北：臺灣學生書局，2014）
- 《唯識學與精神分析：以阿賴耶識與潛意識為主》（臺北：臺灣學生書局，2014）
- 《佛性偏覺與佛性圓覺：佛教判教的對話詮釋二續》（臺北：臺灣學生書局，2014）
- 《京都學派與禪》（臺北：臺灣學生書局，2015）
- 《佛教知識論：陳那、法稱、脫作護》（臺北：臺灣學生書局，2015）
- 《新哲學概論：通俗性與當代性》（臺北：臺灣學生書局，2016）
- 《從詮釋學與天台學說起》（臺北：臺灣學生書局，2016）
- 陳森田記錄：《梵文入門與習題分析》（臺北：臺灣學生書局，2016）
- 《文化哲學與歷史哲學的對話詮釋》（臺北：臺灣學生書局，2018）
- 《唐君毅哲學的對話詮釋》（臺北：臺灣學生書局，2019）
- 《分析的道德之語言之研究：以赫爾的《道德之語言》為對象》（臺北：臺灣學生書局，2019）

### 譯作
- 梶山雄一：《佛教中觀哲學》（高雄：佛光出版社，1978；再版更名《空之哲學》，臺北：彌勒出版社，1983；臺北：文殊出版社，1988；再版更名《龍樹與中後期中觀學》，臺北：文津出版社，2000）
- 柳田聖山：《中國禪思想史》（臺北：臺灣商務印書館，1982）

### 編著
- 《梵文入門》（臺北：彌勒出版社，1984；臺北：鵝湖出版社，2001）
- 《佛教中觀哲學》（臺北：佛光出版社，1991）
- 《佛教大辭典》（北京：商務印書館，1992）
- 《佛教思想大辭典》（臺北：臺灣商務印書館，1992）
- 《中國佛教哲學名相選釋》（高雄：佛光出版社，1993）[4]

### 審訂
- 陳森田：《佛教中觀學百論的哲學解讀》（臺北：臺灣學生書局，2017）

### 家庭
- 育有一子及一女，兒子吳德川，為科技公司拍拉美有限公司創辦人，亦是香港電商協會副主席。